# Сима Милосављевић Паштрмац
Сима Милосављевић Паштрмац, звани Амиџа (тур. стриц) (засеок Паштрми, Рамаћа, 1776— Крагујевац, 17. август 1836) био је учесник Првога и Другога српског устанка. Као стални пратилац кнеза Милоша био је његов секретар и управник (домостроитељ) двора у Крагујевцу. Једини очувани конак из дворског комплекса у Крагујевцу носи име по његовом другом надимку – Амиџин конак. Кућа у којој је живео налази се у улици Светозара Марковића, која је раније носила име – Паштрмчева.
У време Првог српског устанка био је барјактар код војводе Антонија Пљакића. За време Хаџи-Проданове буне 1814. године придружио се побуњеницима. Заједно се са Томом Вучићем предао, после преговора са Милошем Обреновићем.
У Такову је од Милоша Обреновића примио барјак, при објави подизања Другог српског устанка и тако постао барјактар Милошев и нераздвојни његов пратилац. Као велики кнежев пријатељ, био је његов саветник у многим и најважнијим делима, управитељ двора у Крагујевцу, буљукбаша Милошевих момака и од фебруара 1835. године био је постављен за надворног саветника.
Умро је 5/17. августа 1836. у Крагујевцу.